# 穴太寺
穴太寺（あなおじ）は、京都府亀岡市曽我部町穴太東辻にある天台宗の寺院。山号は菩提山（ぼだいさん）。本尊は薬師如来。札所本尊は聖観世音菩薩（聖観音）。西国三十三所第21番札所。「あなおおじ」「あなうじ」「あのうじ」「あなおうじ」と読まれることもあり、「穴穂寺」「穴生寺」とも表記された。
本尊真言（聖観音）：おん あろりきゃ そわか
ご詠歌：かかる世に生まれあふ身のあな憂（う）やと　思はで頼め十声一声（とこえひとこえ）

## 歴史
宝徳2年（1450年）成立の『穴太寺観音縁起』によれば、慶雲2年（705年）に文武天皇の勅願により大伴古麻呂によって開創されたとされる。
穴太寺の聖観音像は「身代わり観音」の伝説で知られている。この伝説は『今昔物語集』に取り上げられていることから、平安時代末期には観音霊場として当寺が知られていたことがわかる。『今昔物語集』所収の説話によると、昔、丹波国桑田郡の郡司をしていた男が都の仏師に依頼して聖観音像を造らせると、男は仏師に褒美として自分の大切にしていた名馬を与えた。しかし、与えた名馬が惜しくなった男は、家来に命じて仏師を弓矢で射て殺してしまった。ところが、後で確認すると仏師は健在で、聖観音像の胸に矢が刺さっていた。改心した男は仏道を信じるようになったという。同様の説話は『扶桑略記』にもあるが、ここでは男の名が「宇治宮成」、仏師の名が「感世」とされている。この聖観音像は1968年（昭和43年）11月に盗難に遭っている。
応仁の乱の戦火によって伽藍が被害を受ける。天正年間（1573年 - 1593年）には、明智光秀の丹波攻めに巻き込まれて焼失した。
17世紀中頃に行廣上人によって再興される。享保13年（1728年）に本堂が焼失するが、享保20年（1735年）に再建された。
1896年（明治29年）に本堂の天井裏から釈迦涅槃像が発見されている。

## 境内
- 本堂（京都府指定有形文化財） - 享保20年（1735年）再建。内陣には鎌倉時代の作とされる木造釈迦涅槃像（なで仏、亀岡市指定有形文化財）が安置されている。布団が掛けられており、その布団をめくって自分の体の病のある部分と同じ箇所の涅槃像の部分を触ると参拝者の病気が良くなると伝わる[2][3]。
- 念仏堂（亀岡市指定有形文化財） - 宝永2年（1705年）建立。
- 地蔵堂
- 宇治宮成の墓
- 円応院 - 本坊。
  - 庫裏・方丈（亀岡市指定有形文化財） - 延宝5年（1677年）再建。庫裏の南側が方丈建築となっている。また、本堂と渡り廊下で繋がっている。
  - 庭園（京都府指定名勝） - 江戸時代中期の築。池泉鑑賞式庭園。
  - 表門（京都府登録有形文化財） - 宝永2年（1705年）再建。
- 三十三所観音堂 - 西国三十三所観音霊場のそれぞれの札所の砂が祀られている。
- 鎮守堂（天満宮、京都府登録有形文化財） - 18世紀中期の築。
- 稲荷明神社 - 宝暦9年（1759年）建立。
- 多宝塔（京都府指定有形文化財） - 文化元年（1804年）再建。
- 鐘楼（亀岡市指定有形文化財）
- 仁王門（亀岡市指定有形文化財） - 17世紀中期に再建。

## 文化財

### 重要文化財
- 木造聖観音立像（伝・感世作） - 像高110センチメートル。鎌倉時代の作。1968年（昭和43年）11月に盗難に遭い、未発見である。

### 京都府指定有形文化財
- 本堂
- 多宝塔
- 穴太寺観音縁起

### 京都府指定名勝
- 穴太寺庭園

### 京都府登録有形文化財
- 鎮守堂
- 方丈表門

### 京都府暫定登録有形文化財
- 絹本着色釈迦十六善神像

### 京都府暫定登録史跡
- 穴太寺境内

### 亀岡市指定有形文化財
- 穴太寺伽藍
  - 方丈庫裏
  - 仁王門
  - 鐘楼
  - 念仏堂
- 木造釈迦涅槃像

## 行事
1月3日、「福給会」（ふくたばえ、ふくたまえ）が催される。これは、300年以上続く伝統行事で、1から33番までの札3,000枚を本堂から巻き、拾った番号によってくじが行なわれる。3枚だけ赤い札が入っており、それを拾った人は1年間幸せに過ごせるという。

## 前後の札所
西国三十三所
20 善峯寺　-　21 穴太寺　-　22 総持寺
神仏霊場巡拝の道
129 岩船寺　-　130 穴太寺　-　131 籠神社

## 所在地
- 京都府亀岡市曽我部町穴太東辻46

## アクセス
- JR山陰本線（嵯峨野線） 亀岡駅から、
  - 京阪京都交通バス60系統京都先端科学大学行で穴太口下車徒歩10分

昼間は20分毎の運行。57系統京都先端科学大学行は穴太口を通過する。
  - 京阪京都交通バス59系統穴太寺循環で穴太寺前下車徒歩1分

昼間は1時間毎の運行。

## 周辺情報
- 金剛寺（応挙寺）（徒歩4分）
- 小幡神社（徒歩3分）
- 楽々荘